# 細谷清
細谷清（1892年5月4日—？）為大日本帝國陸軍軍醫。擔任南方第1陸軍病院長、第15師團軍醫部長等職務。階級為陸軍軍醫少將醫學博士。東京府出身。

## 經歴
1939年8月1日官階為陸軍軍醫大佐、被任命為日本陸軍軍醫學校教官兼臨時東京第1陸軍病院之職務。1940年8月1日於熊谷敬一中將師團長領導的第15師團就任軍醫部長。1942年7月1日轉為臨時名古屋第2陸軍病院長，1943年8月2日再次就任陸軍軍醫學校教官。1944年3月1日進級陸軍軍醫少將，同年3月22日就任南方軍第7方面軍隷下之南方第1陸軍病院長。駐地在新加坡，亦在同地駐守至終戰。